# Asienspiele 2014/Rudern
Bei den Asienspielen 2014 in Incheon, Südkorea wurden vom 20. bis 25. September 2014 14 Wettbewerbe im Rudern ausgetragen, je 7 für Männer und Frauen.

## Männer

### Einer
| Platz | Land | Athlet               |
| ----- | ---- | -------------------- |
| 1     | IRI  | Mohsen Shadi Naghdeh |
| 2     | KOR  | Kim Dong-yong        |
| 3     | IND  | Singh Sawarn         |

Das Finale wurde am 25. September ausgetragen.

### Doppelzweier
| Platz | Land | Athleten                                  |
| ----- | ---- | ----------------------------------------- |
| 1     | CHN  | Zhang Liang Dai Jun                       |
| 2     | TPE  | Wang Ming-hui Yu Tsung Wei                |
| 3     | IRI  | Seyedmojtaba Shojaei Amir Rahnamalronaghi |

Das Finale wurde am 25. September ausgetragen.

### Doppelvierer
| Platz | Land | Athleten                                                               |
| ----- | ---- | ---------------------------------------------------------------------- |
| 1     | CHN  | Ma Jian Liu Zhiyu Liu Dang Zhang Quan                                  |
| 2     | KOR  | Kim Inwon Kim Hwigwan Lee Seonsoo Choi Dosub                           |
| 3     | KAZ  | Vitaliy Vassilyev Michail Taskin Yevgeniy Vassilyev Wladislaw Jakowlew |

Das Finale wurde am 24. September ausgetragen.

### Achter
| Platz | Land | Athleten |
| ----- | ---- | --- |
| 1     | CHN  | Cheng Xunman Yang Dongdong Zhao Longjie Feng Jiahui Ni Xulin Liu Hang Yang Zengxin Li Dongjian Zhang Shetian                                               |
| 2     | JPN  | Yu Kataoka Yūsuke Imai Sumito Nakamura Baku Hiraki Mitsuo Nishimura Kiyotaka Ito Masato Kobayashi Kenta Tadachi Hiroki Sasano                              |
| 3     | IND  | Kapil Sharma Singh Ranjit Bajrang Lal Takhar Ulahannan Robin Panachithanathu Sawan Kumar Kalkal Azad Mohammad Singh Maninder Singh Davinder Ahmed Mohammed |

Das Finale wurde am 25. September ausgetragen.

### Leichtgewichts-Einer
| Platz | Land | Athlet            |
| ----- | ---- | ----------------- |
| 1     | HKG  | Lok Kwan Hoi      |
| 2     | KOR  | Lee Hakbeom       |
| 3     | IND  | Dushiant Dushyant |

Das Finale wurde am 24. September ausgetragen.

### Leichtgewichts-Doppelzweier
| Platz | Land | Athleten                       |
| ----- | ---- | ------------------------------ |
| 1     | JPN  | Takahiro Suda Hideki Omoto     |
| 2     | HKG  | Chow Kwong Wing Tang Chiu Mang |
| 3     | CHN  | Dong Tianfeng Kong Deming      |

Das Finale wurde am 24. September ausgetragen.

### Leichtgewichts-Doppelvierer
| Platz | Land | Athleten                                                      |
| ----- | ---- | ------------------------------------------------------------- |
| 1     | CHN  | Yu Chenggang Li Hui Fan Junjie Wang Tiexin                    |
| 2     | HKG  | Chow Kwong Wing Tang Chiu Mang Leung Chun Shek Kwan Ki Cheong |
| 3     | INA  | Ardi Isadi Tanzil Hadid Muhad Yakin Ihram Ihram               |

Das Finale wurde am 25. September ausgetragen.

## Frauen

### Einer
| Platz | Land | Athletin       |
| ----- | ---- | -------------- |
| 1     | KOR  | Kim Ye-ji      |
| 2     | HKG  | Lee Ka Man     |
| 3     | VIE  | Ta Thanh Huyen |

Das Finale wurde am 24. September ausgetragen.

### Zweier ohne Steuerfrau
| Platz | Land | Athletinnen                              |
| ----- | ---- | ---------------------------------------- |
| 1     | CHN  | Zhang Min Miao Tian                      |
| 2     | KOR  | Jeon Seoyeong Kim Seohee                 |
| 3     | KAZ  | Yekaterina Artemyeva Viktoriya Chepikova |

Das Finale wurde am 24. September ausgetragen.

### Doppelzweier
| Platz | Land | Athletinnen                                   |
| ----- | ---- | --------------------------------------------- |
| 1     | CHN  | Duan Jingli Lyu Yang                          |
| 2     | KAZ  | Mariya Vassilyeva Swetlana Germanowitsch      |
| 3     | THA  | Rojjana Raklao Phuttharaksa Neegree-Rodenberg |

Das Finale wurde am 24. September ausgetragen.

### Doppelvierer
| Platz | Land | Athletinnen                                       |
| ----- | ---- | ------------------------------------------------- |
| 1     | CHN  | Wang Min Shen Xiaoxing Wang Yuwei Zhang Xinyue    |
| 2     | KOR  | Kim Seulgi Ma Serom Jeon Seoyeong Kim Arum        |
| 3     | VIE  | Ie Thi An Pham Thi Hue Pham Thi Thao Pham Thi Hai |

Das Finale wurde am 25. September ausgetragen.

### Leichtgewichts-Einer
| Platz | Land | Athletin            |
| ----- | ---- | ------------------- |
| 1     | KOR  | Ji Yoojin           |
| 2     | HKG  | Lee Ka Man          |
| 3     | IRI  | Soulmaz Abbasi Azad |

Das Finale wurde am 25. September ausgetragen.

### Leichtgewichts-Doppelzweier
| Platz | Land | Athletinnen                                   |
| ----- | ---- | --------------------------------------------- |
| 1     | CHN  | Zhang Huan Chen Le                            |
| 2     | JPN  | Eri Wakai Asumi Suehiro                       |
| 3     | THA  | Rojjana Raklao Phuttharaksa Neegree-Rodenberg |

Das Finale wurde am 25. September ausgetragen.

### Leichtgewichts-Doppelvierer
| Platz | Land | Athletinnen                                                          |
| ----- | ---- | -------------------------------------------------------------------- |
| 1     | CHN  | Guo Shuai Pan Dandan Chen Cuiming Huang Wenyi                        |
| 2     | VIE  | Ie Thi An Pham Thi Hue Pham Thi Thao Pham Thi Hai                    |
| 3     | IRI  | Homeira Barzegartmrin Nazanin Malaei Mahsa Javar Soulmaz Abbasi Azad |

Das Finale wurde am 24. September ausgetragen.

## Medaillenspiegel
| Platz  | Land                | Gold | Silber | Bronze | Gesamt |
| ------ | ------------------- | ---- | ------ | ------ | ------ |
| 1      | Volksrepublik China | 9    |        | 1      | 10     |
| 2      | Südkorea            | 2    | 5      |        | 7      |
| 3      | Hongkong            | 1    | 4      |        | 5      |
| 4      | Japan               | 1    | 2      |        | 3      |
| 5      | Iran                | 1    |        | 3      | 4      |
| 6      | Kasachstan          |      | 1      | 2      | 3      |
| 6      | Vietnam             |      | 1      | 2      | 3      |
| 8      | Chinesisch Taipeh   |      | 1      |        | 1      |
| 9      | Indien              |      |        | 3      | 3      |
| 10     | Thailand            |      |        | 2      | 2      |
| 11     | Indonesien          |      |        | 1      | 1      |
| Gesamt | Gesamt              | 14   | 14     | 14     | 42     |